# Arthur MacDonald
Pour les articles homonymes, voir MacDonald.
Arthur MacDonald était un pilote automobile britannique des années 1900, anglais malgré ses origines écossaises. 

## Biographie

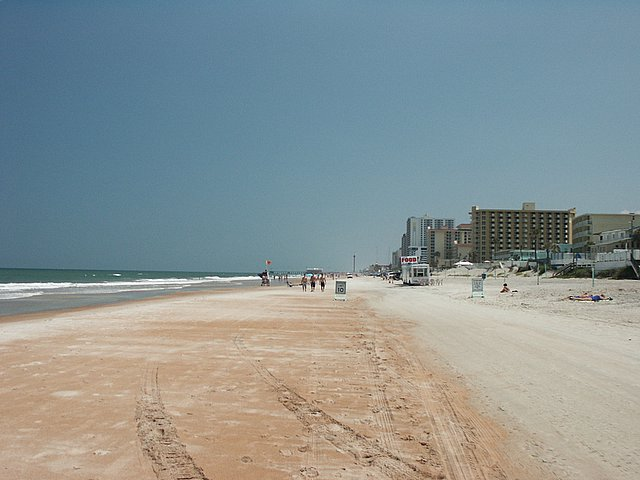
La plage actuelle de Daytona Beach.

Durant le premier week-end annuel local de vélocité automobile, il battit le record de vitesse terrestre le 24 janvier 1905 à Daytona Beach (Ormond Beach, Floride), sur véhicule Napier 6 cylindres (15 L.) à pétrole, possédant une boîte trois vitesses, pour un poids total de 980 kg, à une moyenne horaire de 168,42 km/h. Il fut le premier à réaliser localement cette performance homologuée. D'autres s'y succédèrent, Fred H. Marriott (1906), Ralph DePalma (1919), Henry Segrave (1927 et 1929), Ray Keech (1928), et surtout le Britannique Malcolm Campbell (5 réussites, entre 1928 et 1935).
Sa voiture développait une puissance de 90HP et appartenait à l'homme d'affaires australien S.F. Edge. Il fut le troisième homme à franchir officiellement le cap des 100 miles par heure (160,934 km/h), après les Français Louis Rigolly et Paul Barras à Ostende en 1904, ne dépassant la vitesse moyenne de Barras que de 0,20 km/h. De plus son chrono ne tint que 15 minutes, avant d'être dépassé par la performance de la Mercedes à double carburateur de H.B. Bowden, qui avait dépensé 50 000 $ pour son engin... disqualifié peu de temps après du fait de sa conception motorisée.  
La performance de MacDonald fut améliorée onze mois plus tard par un autre Français, Victor Hémery, à Arles.
Le motoriste aéronautique Napier revint avec son moteur Napier Lion 12 cylindres en W pour inscrire de nouveau son nom sur les tablettes de ce record quelque 23 années plus tard sur la même plage, et ensuite encore à trois autres reprises entre 1928 et 1932 toujours grâce à M. Campbell.